# Gerardo di Buonalbergo
Gerardo, (Gerardus, Girardus o Girart) (prima metà dell'XI secolo – 1086), era un nobile normanno attivo nel Mezzogiorno d'Italia. Inizialmente al servizio del principe di Benevento, divenne poi signore di Buonalbergo e granconte di Ariano.

## Biografia
Le notizie su Gerardo di Buonalbergo non sono molte, soprattutto per quanto riguarda le sue origini. Sappiamo che
la sua famiglia era di origine normanna ed era imparentata con gli Altavilla.
Suo padre, Ubberto (?), era il fratello di Alberada, la prima moglie di Roberto il Guiscardo.
È attestato nelle fonti a partire dal 1047, quando incontra il Guiscardo e gli offre la mano di sua zia Alberada e il suo aiuto, con 200 cavalieri, per conquistare la Calabria.
Secondo alcune fonti sarebbe stato lui a dare per prima l'appellativo di Guiscardo (volpe = astuto) a Roberto d'Altavilla.
Nel 1053 partecipa alla battaglia di Civitate al fianco del Guiscardo.
Dopo questa data la vediamo titolare della Contea di Ariano, che governò fino alla morte nel 1086.

## Genealogia
Genealogia di Gerardo di Buonalbergo.
```
...

 │
 ├─1>Ubberto conte d'Ariano
 │    │
 │    └──>
Gerardo di Buonalbergo
 (prima metà dell'XI sec. – 1086), Signore di Buonalbergo,Conte di Ariano,
 │           │      o=o (1) Theodora
 │           │       o=o (2)  Adeliza
 │           │        o=o (3)  Adeltruda
 │           │
 │           ├─1> Erberto di Buonalbergo (metà dell'XI sec. - post 1101), Conte di Ariano (1086 - post 1101).
 │           │      │
 │           │      ├──> Giordano d'Ariano (fine XI sec - 12 agosto 1127), Conte di Ariano (post 1101 - 1127).
 │           │      │       │
 │           │      │       └──> Ruggero d'Ariano (prima metà del XII sec - post 1146), Conte di Ariano (1127 - 1139.
 │           │      │
 │           │      └──> Girardo (docc tra il 1114 e il 1125)
 │           │
 │           ├─1> Roberto di Buonalbergo (metà dell'XI sec. - 14 maggio 1121), Signore di Montefusco (?)
 │           │      │
 │           │      └──> anonimo (att. 1119), Signore del Castello di Templano, presso Apice.
 │           │
 │           └─1> Ottaviano (att. 1100), Signore di Bitetto.
 │
 └─1> 
Alberada di Buonalbergo
 (prima metà dell'XI sec. - post 1111), o=o 
Roberto il Guiscardo
(c.1025 - 1085), conte di Puglia e di Calabria (1057), poi duca di Puglia e Calabria (1059).
       │
       ├─1> Emma (c.1052 - ), o=o 
Oddone di Bonmarchis

       │    │
       │    └──> 
Tancredi, principe di Galilea
 (c.1072 - 1112)
       │
       └─1> 
Boemondo I
 (c.1055 - 
1111
)
, principe di Taranto (1085), principe di Antiochia (1098),
             │      o=o Costanza, figlia di 
Filippo I di Francia

             │
             └──> vedi genealogia degli 
Altavilla
```